# Wade in the Water
Wade in the Water è un brano spiritual.
Il ritornello è:
Wade in the water.
Wade in the water children.
Wade in the water.
God's gonna trouble the water.
Il testo può essere messo in relazione sia al Vecchio che al Nuovo Testamento. Varie fonti sostengono che canzoni come "Wade in the water" contenessero indicazioni, rivolte agli schiavi in fuga, utili per non essere catturati e per prendere la strada migliore al fine di raggiungere la libertà. Questa canzone in particolare consiglierebbe di lasciare le vie di terra per dirigersi verso l'acqua come strategia volta a depistare i segugi.
TRADUZIONE IN ITALIANO:
Refrain
Ritornello
Wade in the Water,
Guada nell’acqua,
Wade in the Water children,
I bambini guadano nell’acqua,
Wade in the Water,
Guada nell’acqua,
God's gonna trouble the Water.
Dio si occuperà dell’acqua.
See that band all dress in white,
Guarda il gruppo vestito di bianco,
God's gonna trouble the Water,
Dio si occuperà dell’acqua,
It looks like the band of Israeli,
Deve essere il gruppo di Israeliani,
God's gonna trouble the Water.
Dio si occuperà dell’acqua.
Refrain
Ritornello
See that band all dress in red,
Guarda il gruppo vestito di rosso,
God's gonna trouble the Water,
Dio si occuperà dell’acqua,
It looks like the band that Moses led,
Deve essere il gruppo che Mosè ha portato,
God's gonna trouble the Water.
Dio si occuperà dell’acqua.
Refrain
Ritornello
Who's that young girl dressed in blue,
Chi è quella ragazza vestita di blu,
Wade in the Water,
Guada nell’acqua,
Must be Children that's coming true,
Devono essere che i bambini che si avvereranno,
God's gonna trouble the Water,
Dio si occuperà dell’acqua.
Refrain
Ritornello
You don't believe I've been redeemed,
Tu non credi che sia stato redento,
Wade in the Water,
Guada nell’acqua,
Just see the holy ghost looking for me,
Basta vedere lo Spirito Santo che mi cerca,
God's gonna trouble the Water.
Dio si occuperà dell’acqua.
Refrain
Ritornello